# 加藤秀明
加藤秀明（かとうひであき、1994年4月28日 - ）は、日本の和太鼓奏者、作曲家、舞台演出家、イベントプロデューサー、映像クリエイター。愛知県豊田市出身。神奈川県藤沢市在住。 嵐ドームツアー「Japonism」名古屋公演への出演をはじめ、ラグビーW杯、舞台「ジパング！」、2023年NHK大河ドラマ「どうする家康」など様々な舞台で演奏している。2022年に「縁ノ一」を立ち上げ、2023年には全国ツアー（全8都市11公演）を敢行。

## 人物
2007年（13歳）に中学校の入学式で見た和太鼓の演奏に感銘を受け、地元愛知県豊田市の松平で活動する「松平わ太鼓」へ入会。
同時に中学校の和太鼓部にも入部。
高校進学後も和太鼓を続け、在学時に「富士山太鼓まつり 大太鼓一人打ちコンテスト 一般の部」で入賞（唯一高校生として本選出場し70名中８位）。「熊本城お城まつり 大太鼓一人打ち ジュニアの部」では特別賞（3位）を獲得。
また、高校でも和太鼓部に所属。部長務めた2012年には、高等学校文化連盟主催の愛知県大会で優秀賞、全国高校生太鼓甲子園で敢闘賞（3位）を獲得。
高校卒業後に大分県で活動するプロの和太鼓エンターテイメント集団「DRUM TAO」に入団。全国ツアーの他、演歌歌手・北島三郎の博多座ロングラン公演に帯同。
2014年に独立。神奈川県に拠点を移し、全国で演奏・演出・指導・作曲活動を開始。自主企画のライブやコンサートのみならず、嵐（STARTO ENTERTAINMENT）のドームツアー[
Japonism」（2015年）への出演、「ラグビーワールドカップ2019」での周遊演奏（2019年・横浜国際総合競技場）、プロ野球オールスター開幕戦での演奏（2021年・西武ドーム）、舞台「ジパング！」への出演（2022年・東京都）、NHK大河ドラマ「どうする家康」への出演（2023年）など活動の場は多岐にわたる。
2022年より総合エンターテイメントプロダクション「縁ノ一」を立ち上げ、ライブやイベントの企画・運営、映像制作、SNSコンサルティング、所属アーティストのブランディングやプロモーションを手がける。2023年には6月〜11月にかけて全国ツアー「中田勝平 × 生越寛康 LIVE TOUR 2023」を主催し、全8都市11公演を敢行。
2024年には海外への活動を本格的に展開し、ケニア・ナイロビで開催された「アフリカ盆踊り」では太鼓セクションの監修とパフォーマンスを担当。

## 略歴
2007年（中学在学時・13歳）
- 地元・愛知県豊田市の「松平わ太鼓」に入会。同時に中学校の和太鼓部に入部。

2012年（高校在学時・18歳）
- 富士山太鼓まつり 大太鼓一人打ち 一般の部 入賞（成人含む70名中8位）
- 熊本城お城まつり 大太鼓一人打ち ジュニアの部 特別賞（3位）
- 全国高校生太鼓甲子園 敢闘賞（3位）※和太鼓部として
- 高等学校文化連盟主催 愛知県大会 優秀賞（上位3校に選出）※和太鼓部として

2013年（19歳）
- プロの和太鼓エンターテイメント集団「DRUM TAO」に入団。全国ツアー帯同の他、演歌歌手・北島三郎の博多座ロングラン公演に出演。

2014年（20歳）
- ソリストとして独立。拠点を神奈川県へ移す。横浜市で「久良岐太鼓」への指導開始。

2015年（21歳）
- 嵐（STARTO ENTERTAINMENT）5大ドームツアー「Japonism」ナゴヤドーム公演に和楽器隊（太鼓奏者）として出演。

2016年（22歳）
- 世界的太鼓ドラマー・ヒダノ修一氏を師事し、ミッキー吉野、八木のぶお、鳴瀬喜博有名アーティストとの共演現場でローディーを務める。
- ヒダノ修一氏と共に多数の企業演奏に出演。

2017年（23歳）
- 世界最大級のファッションショー「TOKYO  COLLECTION」のランウェイBGMを演奏。（東京都）
- 神奈川県藤沢市で活動する「太鼓集団ふじ」に入会。

2019年（25歳）
- 指導する「久良岐太鼓」の創立20周年記念公演を総合プロデュース。横浜市南公会堂の史上最高動員数を記録（600名超を動員、2025年現在も最高記録）
- 「ラグビーワールドカップ2019日本大会」の会場にて周遊演奏。（神奈川県・横浜国際総合競技場）
- WBO（世界ボクシング機構）東京総会のオープニングアクト演奏。（東京都）

2021年（27歳）
- プロ野球オールスターゲーム開幕戦にてオープニングアクト演奏。（埼玉県・ベルーナドーム）
- 「蔵王太鼓プロジェクト」に参画。画家・壁画師の小林舞香氏が絵画を描いた太鼓「絵画太鼓」のプロモーション映像作品をリリース。（山形県・山形市・蔵王）

2022年（28歳）
- 総合エンターテイメントプロダクション「縁ノ一」設立。ワークショップやライブの企画・運営、映像制作事業を本格化。同時にアーティストマネジメントを開始。
- 舞台「ジパング！」に太鼓アンサンブルキャストとして出演。timelesz（STARTO ENTERTAINMENT）の寺西拓人と共演。（東京都）
- 「蔵王太鼓プロジェクト」の映像作品の監修し、メイキングムービーを含めた多数の映像作品をリリース。（山形県・山形市・蔵王）
- 和太鼓コンサート「KIWA-CON」の総合演出・プロデューサーに就任（2018年より参加）。「KIWA-CON vol.3」では500人超を動員し、チケットSOLD OUT。（神奈川県・横浜市）
- 伊勢神宮 内宮参集殿にて日本料理「大草流」の庖丁式にて演奏。（三重県・伊勢市）

2023年（29歳）
- NHK大河ドラマ「どうする家康」に篠笛演奏で出演。
- 元DRUM TAOメンバーである中田勝平、生越寛康を招集し、全国ツアー「中田勝平 × 生越寛康 LIVE TOUR 2023」を主催。全8都市11公演（東京、神奈川、宮城、愛知、大阪、広島、福岡、熊本）を敢行。
- 第21回 神恩感謝 日本太鼓祭に中田勝平、生越寛康と共にゲスト出演。（三重県・伊勢市）
- 「蔵王太鼓プロジェクト」の参加メンバーと共に和楽器ユニット「KAGE」を結成。5月に神奈川県にて結成記念ライブを開催し、全3公演をSOLD OUTさせる。
- 「KIWA-CON vol.4」を総合演出。チケットSOLD OUT。（神奈川県・横浜市）
- 指導先の京都光華高等学校和太鼓部が京都府大会にて提供楽曲「光響」を演奏し、創部初の「年間優秀校」を受賞。（京都府内で1校のみ選出）

2024年（30歳）
- ケニアで開催された「第一回アフリカ盆踊り」にて盆踊りの太鼓セクションの監修、太鼓の舞台パフォーマンスを担当。（ケニア・ナイロビ）
- 世界最大級のオンラインゲームの大会「APEX LEGENDS™ ASIA FESTIVAL 2024 WINTER」にてオープニングアクトとして出演。（千葉県・幕張メッセ）
- 日本最大級の太鼓フェスティバル 第35回 O・TA・I・KO響2024 に「ヒダノ修一 スーパー太鼓センセーション」のメンバーとしてゲスト出演。歌手・大黒摩季と共演し、過去最高動員数7,000人を記録。（福井県・丹生郡）
- 「KIWA-CON vol.5」を総合演出。チケットSOLD OUT。（神奈川県・横浜市）
- 指導先の京都光華高等学校和太鼓部が京都府大会にて提供楽曲「海焔」を演奏し、2年連続で「年間優秀校」を受賞。（京都府内で1校のみ選出）